# Athetis partita
Athetis partita là một loài bướm đêm trong họ Noctuidae.